# Unitat perifèrica d'Èlide
La unitat perifèrica d'Èlide (en grec Νομός Ηλείας) és una unitat perifèrica del Peloponès a Grècia. La seva capital és Pirgos. Correspon a l'antiga prefectura d'Èlide.